# New Smyrna Beach
New Smyrna Beach – miasto w Stanach Zjednoczonych, w stanie Floryda, w hrabstwie Volusia.